# Z miasta Łodzi
Z miasta Łodzi (Des de la ciutat de Lodz) és un curtmetratge documental polonès dirigit l'any 1968 per Krzysztof Kieślowski.

## Argument
Krzysztof Kieślowski va descriure la seva pel·lícula de la següent manera: "Aquest és un retrat d'una ciutat on alguns treballen i d'altres deambulen a la recerca de Déu sap què... Una ciutat plena de rareses, plena de tot tipus de estàtues ridícules i contrastos diversos... plenes de ruïnes, barraques, darrere de les escenes".